# Cerodontha intermedia
Cerodontha intermedia este o specie de muște din genul Cerodontha, familia Agromyzidae, descrisă de Garg în anul 1971. Conform Catalogue of Life specia Cerodontha intermedia nu are subspecii cunoscute.